# 林鴻堯瓏山林購地案
林鴻堯，是聯邦企業集團創辦人林榮三之么子，曾任瓏山林企業董事長。

## 土地爭議

### 汐止鎮土地案
1995年10月，臺北縣汐止鎮（今新北市汐止區）鎮長廖學廣在臺灣各大報紙刊登全版廣告宣布「公告週知：汐止白匏湖垃圾場用地正式命名為「榮三垃圾場」，諷刺林榮三未依約在聯邦瓏山林完工後捐贈一座綜合運動公園給汐止鎮。林榮三憤而發動《自由時報》在該年汐止鎮鎮長選舉投票前最後兩天，將派駐汐止鎮的地方記者召回總社，配合社長與總編輯發稿，全力圍剿廖學廣；廖學廣隨即召開記者會，一一點名批判林榮三的兒子。

### 假贈與真買賣案
2011年，為了取得臺北市士林官邸附近土地的地上權，林鴻堯涉嫌把名下一小部分土地切割成13塊iPhone 5大小面積（0.01173平方公尺）的土地，假贈與給其友人及瓏山林企業員工合計13人作為人頭，藉此符合《土地法》地主人數過半條件，順利將地上權抵押給瓏山林企業。本案所涉土地位於臺北市士林區福林路福林小段561號，即中山北路鄉林建設「鄉林士林官邸」後方，與皇翔建設開發案福林小段573號土地比鄰，距離臺北捷運士林站僅10分鐘路程；2012年4月17日，林鴻堯等人以持有該塊土地的共有人數與持分的應有部分都已過半數、符合《土地法》規定為由，未經其他土地共有人的同意，就以明顯低於市價的新臺幣500萬元將福林小段561號土地設定地上權給瓏山林企業。2012年5月9日，林鴻堯等人向臺北市士林地政事務所申請地上權登記；但曹姓地主接獲瓏山林企業存證信函後發現土地遭不明移轉，向士林地政事務所提出異議，士林地政事務所遂駁回林鴻堯等人的申請；之後林鴻堯向臺北市政府訴願審議委員會提起訴願，但臺北市訴願審議委員會發現林鴻堯等人涉嫌偽造文書，於2012年8月23日駁回訴願案並移送臺灣臺北地方法院檢察署偵辦。
2013年6月6日，臺灣臺北地方法院檢察署依偽造文書罪嫌將林鴻堯等14人起訴，林鴻堯委任律師張毓桓說「林鴻堯與友人是真實贈與並辦理登記，檢方憑臆測起訴無法使人心服」。2013年6月6日14點，《自由時報電子報》即時新聞轉載中央社對本案的報導後，發現林鴻堯是本案當事人，隨後立即撤除該篇報導；同日晚間，《自由時報》發言人蘇宇暉說，他對撤報導的事不知情，林鴻堯非該報員工，他將瞭解情況再回應；但同日18點30分到21點30分，面對《中國時報》記者的電話查證，《自由時報》都以「蘇宇暉不在座位上」、「蘇宇暉還在開會」、「總編輯也在開會」為由不對外回應。2013年6月6日22點58分，《自由時報電子報》即時新聞終於刊登該報記者寫的對本案的報導。2013年6月7日，《自由時報》刊登由該篇報導撰稿記者掛名的正式版報導。
2013年7月29日，臺灣臺北地方法院首度開庭審理林鴻堯假贈與士林官邸附近土地案，林鴻堯否認犯罪，隨即請律師發言；律師說，林鴻堯與受贈人認識很久，並非毫無關係就送土地。2013年10月24日，臺灣臺北地方法院開庭審理林鴻堯假贈與士林官邸附近土地案，林鴻堯否認犯罪，稱陳姓友人建議他把土地贈與他人；林鴻堯離開法院時戴口罩，不滿記者拍攝，怒罵記者「你們這樣很過分」，揚言要叫警察來，隨後搭車離開。
2014年1月28日，臺灣臺北地方法院開庭審理林鴻堯假贈與士林官邸附近土地案，傳喚林鴻堯與13名人頭到庭；在開庭前，人民民主陣線鏟土豪行動在臺灣臺北地方法院前抗議林鴻堯「土豪搶地」，揭發林鴻堯假贈與士林官邸附近土地案的兩大「玩法手段」（蠶食土地，人頭鯨吞）與三大荒謬（地主在此黃金地段只擁有iPhone 5一支半大小的土地，林鴻堯與13名人頭以遠低於市價的新臺幣500萬元設定永久地上權給瓏山林企業，過程合法使檢方只能以偽造文書罪起訴林鴻堯等人）。
2014年3月18日，臺灣臺北地方法院作出林鴻堯假贈與士林官邸附近土地案一審判決，依偽造文書罪判處林鴻堯有期徒刑4個月、得易科罰金新臺幣12萬元，判處13名人頭有期徒刑2個月、得易科罰金。在宣判前，人民民主陣線批評，林鴻堯擁有家族資源，也有眾多「親友」（林鴻堯稱本案受贈人均為其「親友」），也有龐大律師團提供玩法手段，他被起訴時律師團還能為他止血，說他是「臺灣土豪」毫不為過。同日，林鴻堯委任律師張毓桓說，一定會提起上訴。
2014年8月14日，臺灣高等法院作出林鴻堯假贈與士林官邸附近土地案二審判決，依偽造文書罪判處林鴻堯有期徒刑4個月、得易科罰金新臺幣12萬元，判處13名人頭有期徒刑2個月、得易科罰金，全案定讞；判決認為，林鴻堯本欲開發土地，卻又贈地增加地主人數，明顯違反常情，故認定是迂迴奪取土地主導權。2014年8月15日，人民民主陣線鏟土豪行動赴士林官邸旁千坪土地抗議，他們批評，「新土豪」林鴻堯利用《土地法》漏洞「知法玩法」卻只能被以偽造文書罪輕判，如同政府作莊「打假球」縱容財團建商牟取暴利，無助於政府打房政策。
2014年8月20日，人民民主陣線鏟土豪行動於司法院前抗議法官輕判林鴻堯假贈與士林官邸附近土地案，呼籲政府徹查瓏山林企業所有建案，也號召人民檢舉清查包括瓏山林企業在內藉土地牟取暴利的土豪罪犯清單；人民民主陣線同時公布瓏山林企業炒房、炒地皮牟取暴利的方式：「3大賤招」（以同集團的聯邦商業銀行取得地主信託或貸款，利用《土地法》漏洞以人頭假交易取得土地主導權，聘請律師群與政府打官司以逼迫行政法院作成對自己有利的判決）與「5大低成本」（取得成本低，養地成本低，營造成本低，交易成本低，犯罪代價低）。同日，司法院派人收下人民民主陣線鏟土豪行動的陳情書，瓏山林企業不回應人民民主陣線鏟土豪行動的指控；張毓桓則說，他曾參與本案一審，但未參與本案二審，不方便表示意見。
2014年8月25日，臺灣臺北地方法院檢察署傳喚林鴻堯說明其假贈與臺北市光復北路精華地案，林鴻堯低調出庭；林鴻堯離開法院時戴口罩，見到《臺灣蘋果日報》記者突然上前採訪，訝異地閃躲了一下，但自知無法躲避，只好低調不發一語地上車離開。同日，人民民主陣線鏟土豪行動於臺灣臺北地方法院檢察署前抗議，要求林鴻堯公開說明其假贈與臺北市光復北路精華地案；人民民主陣線並質疑，林榮三家族擁有《自由時報》，林榮三家族與林鴻堯卻一直躲在媒體後面避而不見。
2014年9月16日，人民民主陣線鏟土豪行動與巢運成員於瓏山林企業臺北市永吉路辦事處前揭發，林鴻堯在2010年進攻臺北市松山路、永吉路遷建基地都市更新案，以「假贈與，製造人頭」搶得都市更新案；林鴻堯更善用聯邦商業銀行提供住戶前幾年「無息借款」或秘密協議，讓住戶簽下「合建契約」與「土地信託合約」；後來住戶發現合約內容不合理，卻因形式合法而無法申辯與解約，只能眼睜睜看著房屋土地任憑林鴻堯處置。同日，瓏山林企業沒有回應。同日，臺北市都市更新處回應，由於該案同意者人數未達《都市更新條例》規定門檻，該處已於前年（2012年）5月駁回該案，目前該案並未進入審查程序。
2014年9月23日，人民民主陣線鏟土豪行動與巢運成員於臺北市市民大道、玉成街口揭發，瓏山林企業在玉成街千坪精華地使用「假贈與，製造人頭」方式，以高達75名人頭灌水，搶過都市更新事業計畫同意門檻；林鴻堯假贈與士林官邸附近土地案，林鴻堯在法庭上宣稱贈與土地是為了犒賞所謂的「員工」，但人民民主陣線發現，這些「員工」中有瓏山林相關企業的董事、監事或負責人。同日，瓏山林企業沒有回應。
2015年1月21日，林鴻堯被臺灣臺北地方法院檢察署傳喚偵查林鴻堯假贈與臺北市光復北路精華地案，人民民主陣線鏟土豪行動在臺灣臺北地方法院檢察署第三辦公室門口抗議聯邦企業集團用無良手法經營土地買賣與房地產建設；林鴻堯在律師掩護下，故意不走臺灣臺北地方法院檢察署第三辦公室前門，而是「走後門」進入，避開媒體拍攝。
2015年7月20日，瓏山林企業與瓏山林建築經理將臺北市士林區、南港區、信義區都市更新案土地假贈與或賣予74名人頭案，臺灣臺北地方法院檢察署依偽造文書罪起訴瓏山林建築經理負責人蔡孝宜、瓏山林建築經理顧問王台生、瓏山林企業業務部主管吳明清及瓏山林企業行政業務助理鄭文婷；74名人頭多為瓏山林企業員工親友且均認罪，則獲緩起訴1年，其中31人需繳交緩起訴處分金新臺幣30萬元、43人需繳交緩起訴處分金新臺幣35萬元。
2016年4月22日，林鴻堯涉嫌在2006、2007年間透過人頭向聯邦票券買地隱匿關係人交易案，臺灣臺北地方法院檢察署指揮法務部調查局北部地區機動工作站搜索瓏山林企業等7處所，並將林鴻堯、前聯邦票券負責人李國璋等15人依《證券交易法》特別背信罪嫌疑人身分約談到案。
2016年7月5日，林鴻堯假贈與臺北市光復北路精華地案，臺灣臺北地方法院檢察署依偽造文書罪起訴林鴻堯、吳明清及林姓地主。